# JS Traput
JS Traput là một câu lạc bộ bóng đá Nouvelle-Calédonie thi đấu ở Giải bóng đá hạng nhì quốc gia Nouvelle-Calédonie. Đội bóng đến từ Lifou.

## Thành tích
- Giải bóng đá hạng nhất quốc gia Nouvelle-Calédonie: 1

1996
- Cúp bóng đá Nouvelle-Calédonie 2:

1998, 1999

## Đội hình hiện tại– 2007
Ghi chú: Quốc kỳ chỉ đội tuyển quốc gia được xác định rõ trong điều lệ tư cách FIFA. Các cầu thủ có thể giữ hơn một quốc tịch ngoài FIFA.
| Số | VT | Quốc gia           | Cầu thủ             |
| -- | -- | ------------------ | ------------------- |
| —  |    | Nouvelle-Calédonie | Theodore Pian       |
| —  |    | Nouvelle-Calédonie | Loic Wamytan        |
| —  |    | Nouvelle-Calédonie | Theophile Wakaugene |
| —  |    | Nouvelle-Calédonie | Jean-Marc Douepere  |
| —  |    | Nouvelle-Calédonie | Lucien Honakoko     |

| Số | VT | Quốc gia           | Cầu thủ                 |
| -- | -- | ------------------ | ----------------------- |
| —  |    | Nouvelle-Calédonie | Ernest Hnautra          |
| —  |    | Nouvelle-Calédonie | Raphael Boanemoa        |
| —  |    | Nouvelle-Calédonie | Rodrique Boae-Poatchile |
| —  |    | Nouvelle-Calédonie | Albert Hnageje          |
| —  |    | Nouvelle-Calédonie | Iwane                   |